# Fusobacterium nucleatum
Fusobacterium nucleatum è un batterio commensale della cavità orale umana, che svolge un ruolo nella patologia parodontale; è la specie tipo del genere Fusobacterium. Questo organismo viene comunemente ritrovato in diverse monoculture e colture miste di infezioni microbiche negli esseri umani e negli animali. 

## Patologia

### Parodontite
È un componente chiave della placca parodontale grazie alla sua abbondanza e alla sua capacità di coaggregarsi con altre specie di batteri del cavo orale.

### Nascite pretermine
La ricerca suggerisce una correlazione tra la malattia parodontale causata da F. nucleatum e le nascite pretermine negli esseri umani. In molti studi, le cellule di F. nucleatum sono state isolate dal liquido amniotico, dalla placenta e dalle membrane corioamnioniche di donne che hanno partorito prematuramente. Inoltre, è stato riscontrato che topi di laboratorio inoculati (direttamente nel sangue) con F. nucleatum partoriscono prematuramente e la patologia dell'infezione sembra rispecchiare le osservazioni effettuate nell'uomo. Insieme, queste ricerche forniscono la prova di una possibile connessione causale tra la malattia parodontale causata da F. nucleatum e alcuni casi di parto pretermine. F. nucleatum può anche essere isolato dal microbioma vaginale, specialmente nelle donne con una condizione nota come vaginosi batterica. Sia la colonizzazione vaginale da F. nucleatum che la vaginosi batterica sono state anche associate a parto pretermine e infezioni all'interno dell'utero. Pertanto, il parto pretermine derivante da infezioni causate da F. nucleatum potrebbe anche derivare da un'infezione invasiva nel tessuto uterino originato dalla vagina colonizzata.

### Cancro al colon
F. nucleatum ha un'associazione dimostrata con il cancro del colon. Specie di Fusobacterium sono state trovate in quantità maggiori in alcuni tipi di tumori del colon rispetto al tessuto del colon circostante o al colon di individui sani, ma non è chiaro se questa sia una correlazione indiretta o un nesso causale. È stato descritto un meccanismo distintivo mediante il quale F. nucleatum crea un ambiente pro-infiammatorio che favorisce la crescita del tumore attraverso il reclutamento di cellule immunitarie infiltranti il tumore, che, a differenza di altri batteri legati al carcinoma del colon-retto, non esacerbano altri processi patologici come colite, enterite e carcinogenesi intestinale associata a infiammazione. Ciò suggerisce una carcinogenesi diretta e specifica.